# Fédération Tunisienne de Football
Die Fédération Tunisienne de Football (arabisch الجامعة التونسية لكرة القدم, DMG al-Ǧāmiʿa at-tūnisiyya li-kurat al-qadam), oder einfach nur FTF, ist der nationale Fußballverband des nordafrikanischen Staates Tunesien und wurde am 29. März 1956 in Tunis gegründet. Der FTF ist seit 1960 Mitglied der FIFA und des afrikanischen Fußballverbandes Confédération Africaine de Football. Der Verband organisiert die Spiele der Nationalmannschaft, der heimischen Liga und den tunesischen Pokal.